# El Moudjahid
El Moudjahid (arabisch المجاهد, DMG al-muǧāhid ‚der Kämpfer‘) ist eine regierungsnahe algerische Tageszeitung mit überregionaler Bedeutung, die in arabischer und französischer Sprache erscheint.

## Geschichte
El Moudjahid wurde während des algerischen Unabhängigkeitskrieges als Untergrundzeitung der FLN gegründet. Die erste Ausgabe erschien am 15. Juni 1956 in Algier. Darauf wurde die Produktion ins marokkanische Tétouan und wieder nach Algier verlegt. Nach der Unabhängigkeit 1962 wurde ihr Erscheinen eingestellt. Nach der Absetzung von Ahmed Ben Bella als Staatschef Algeriens 1965 wurde El Moudjahid unter Houari Boumédiène neu herausgegeben und mit dem Alger Républicain und Le Peuple fusioniert. Am 5. Juli 1965 wurde sie zur offiziellen Regierungszeitung erklärt.
Ende der 1970er Jahre erreichte sie eine Auflage von 280.000, diese stieg auf 350.000 in den 1980er Jahren. Sie erhielt staatliche Fördergelder. Die Zahl der Journalisten wuchs von 50 Personen um 1965 auf 111 um 1979. Im Jahr 1972 erhielten Constantine und 1976 Oran eigene Regionalausgaben. Bis in die 1980er Jahre diente El Moudjahid als Zentralorgan der Regierungspartei FLN, die gut drei Jahrzehnte als Einheitspartei die Geschicke Algeriens lenkte. El Moudjahid war offizielles Sprachrohr der Regierung und ist auch heute noch eine der wichtigsten Tageszeitungen Algeriens.

## Wichtige Mitarbeiter
- Frantz Fanon (1925–1961), Schriftsteller und Kolonialismuskritiker[2]